# Diócesis de Yagoua
La diócesis de Yagoua (en latín: Dioecesis Yaguana y en francés: Diocèse de Yagoua) es una circunscripción eclesiástica de la Iglesia católica en Camerún. Se trata de una diócesis latina, sufragánea de la arquidiócesis de Garua. Desde el 31 de mayo de 2008 su obispo es Barthélemy Yaouda Hourgo.

## Territorio y organización
La diócesis tiene 22 469 km² y extiende su jurisdicción sobre los fieles católicos de rito latino residentes en la región del Extremo Norte.
La sede de la diócesis se encuentra en la ciudad de Yagoua, en donde se halla la Catedral de Santa Ana.
En 2020 en la diócesis existían 27 parroquias.

## Historia
La prefectura apostólica de Yagoua fue erigida el 11 de marzo de 1968 con la bula Firma spe del papa Pablo VI, obteniendo el territorio de la entonces diócesis de Garua.
El 29 de enero de 1973 la prefectura apostólica fue elevada a diócesis con la bula Ut apostolicum por el papa Pablo VI.
Originalmente sufragánea de la arquidiócesis de Yaoundé, pasó a formar parte de la provincia eclesiástica de Garua el 18 de marzo de 1982.

## Estadísticas
Según el Anuario Pontificio 2021 la diócesis tenía a fines de 2020 un total de 179 000 fieles bautizados.
| Año                                                                             | Población            | Población | Población      | Sacerdotes | Sacerdotes    | Sacerdotes    | Bautizados por sacerdote | Diáconos permanentes | Religiosos | Religiosos | Parroquias |
| Año                                                                             | Bautizados católicos | Total     | % de católicos | Total      | Clero secular | Clero regular | Bautizados por sacerdote | Diáconos permanentes | Varones    | Mujeres    | Parroquias |
| ------------------------------------------------------------------------------- | -------------------- | --------- | -------------- | ---------- | ------------- | ------------- | ------------------------ | -------------------- | ---------- | ---------- | ---------- |
| 1970                                                                            | 6108                 | 409 399   | 1.5            | 27         | 2             | 25            | 226                      |                      | 28         | 30         | 44         |
| 1980                                                                            | 12 138               | 442 000   | 2.7            | 27         | 4             | 23            | 449                      | 4                    | 24         | 53         | 22         |
| 1990                                                                            | 27 921               | 720 000   | 3.9            | 35         | 9             | 26            | 797                      | 4                    | 32         | 62         | 23         |
| 1999                                                                            | 50 932               | 862 918   | 5.9            | 28         | 11            | 17            | 1819                     | 3                    | 20         | 57         | 22         |
| 2000                                                                            | 55 553               | 775 153   | 7.2            | 29         | 14            | 15            | 1915                     | 3                    | 18         | 70         | 21         |
| 2001                                                                            | 60 346               | 1 057 612 | 5.7            | 29         | 12            | 17            | 2080                     | 3                    | 20         | 63         | 23         |
| 2002                                                                            | 69 336               | 1 234 862 | 5.6            | 27         | 11            | 16            | 2568                     | 3                    | 20         | 73         | 20         |
| 2003                                                                            | 69 836               | 1 234 862 | 5.7            | 26         | 10            | 16            | 2686                     | 3                    | 20         | 76         | 23         |
| 2004                                                                            | 72 846               | 1 234 862 | 5.9            | 47         | 22            | 25            | 1549                     | 3                    | 28         | 79         | 23         |
| 2010                                                                            | 96 847               | 1 377 000 | 7.0            | 45         | 31            | 14            | 2152                     | 2                    | 19         | 70         | 23         |
| 2014                                                                            | 159 000              | 1 519 000 | 10.5           | 40         | 27            | 13            | 3975                     | 2                    | 18         | 62         | 24         |
| 2017                                                                            | 171 000              | 1 632 000 | 10.5           | 47         | 35            | 12            | 3638                     | 2                    | 14         | 51         | 27         |
| 2020                                                                            | 179 000              | 1 751 600 | 10.2           | 62         | 50            | 12            | 2887                     | 2                    | 14         | 51         | 27         |
| Fuente: Catholic-Hierarchy, que a su vez toma los datos del Anuario Pontificio. |                      |           |                |            |               |               |                          |                      |            |            |            |

## Episcopologio
- Louis Charpenet, O.M.I. † (11 de marzo de 1968-5 de diciembre de 1977 falleció)
  - Sede vacante (1977-1979)
- Christian Wiyghan Tumi † (6 de diciembre de 1979-19 de noviembre de 1982 nombrado arzobispo coadjutor de Garua)
- Antoine Ntalou (19 de noviembre de 1982-23 de enero de 1992 nombrado arzobispo de Garua)
- Immanuel Bushu  (17 de diciembre de 1992-30 de noviembre de 2006 nombrado obispo de Buéa)
- Barthélemy Yaouda Hourgo, desde el 31 de mayo de 2008